# Soulières
Soulières é uma comuna francesa na região administrativa do Grande Leste, no departamento de Marne. Estende-se por uma área de 6.04 km², e possui 142 habitantes, segundo o censo de 2018, com uma densidade de 24 hab/km².